# Euphyes
Euphyes es un género de mariposas de la familia Hesperiidae.

## Descripción
Especie tipo por designación original Hesperia metacomet Harris, 1862.

## Diversidad
Existen 21 especies reconocidas en el género, 13 de ellas tienen distribución neotropical. Al menos 11 especies se han reportado en la región Neártica

## Plantas hospederas
Las especies del género Euphyes se alimentan de plantas de las familias Arecaceae, Cyperaceae, Poaceae. Las plantas hospederas reportadas incluyen los géneros Sabal, Serenoa, Carex, Scirpus, Rhynchospora, Cladium, Cyperus, Tridens, Scleria.